# Khanileh
Khanileh (curdo: Xaníle, خانیله) è un piccolo villaggio situato a 6 km a sud-ovest di Ravansar e circa 56 km a nord-ovest di Kermanshah, nell'Iran occidentale. Si trova sulle pendici meridionali della catena collinare di Salakan.

## Storia
La presenza di numerose sorgenti sui versanti nord e sud di Salakan e la vista di Khanileh sulla pianura attirarono popolazioni preistoriche della zona durante il periodo calcolitico, l'età del bronzo e del ferro. 
I resti di queste occupazioni sono visibili in un antico tumulo a ovest del villaggio ed in un cimitero antico dell'età del ferro nel villaggio stesso.  La datazione a termoluminescenza di un certo numero di frammenti del tumulo occidentale ha rivelato due gruppi di date: IV millennio a.C. e I millennio a.C.. A sud del villaggio c'è un tumulo, chiamato Tapa Bawa, dalla forma di una bassa collinetta con resti dell'occupazione dei Parti. Questi siti sono stati esplorati nel 1986 e nel 2006 e hanno portato alla scoperta di un certo numero di cocci e di manufatti litici. La presenza di frammenti di ceramica di età islamica indica che il villaggio fu un luogo di occupazione di quel periodo.